# Sånger att älska till
Sånger att älska till är ett samlingsalbum av den svenske rockartisten Tomas Ledin, utgivet 1996 på skivbolaget Anderson Records.
Skivan nådde sjundeplatsen på den svenska albumlistan där den stannade i en vecka. Totalt stannade den sjutton veckor på listan. Skivan var Ledins första samling på Anderson Records.

## Låtlista
Alla låtar är skrivna av Tomas Ledin.
1. "Håll om mig en sista gång"
2. "Blå, blå känslor"
3. "Genom ett regnigt Europa"
4. "I natt är jag din"
5. "En del av mitt hjärta"
6. "Sånger att älska till"
7. "Vi ska gömma oss i varandra"
8. "Varje steg för oss närmare varann"
9. "Never Again"
10. "Tillfälligheternas spel"
11. "Lika hopplöst förälskad"
12. "Snart tystnar musiken"
13. "Det finns inget finare än kärleken"
14. "En vind av längtan" (remix)
15. "Den älskades sömn"

## Listplaceringar
| Lista (1997–1998) | Position |
| ----------------- | -------- |
| Sverige           | 7        |

### Fotnoter
1. 1 2 3  ”Tomas Ledin”. Svensk mediedatabas. http://smdb.kb.se/catalog/search?q=Tomas+Ledin&sort=OLDEST. Läst 17 januari 2013.
2. 1 2  Placering på den svenska albumlistan